# 河野秀男
河野 秀男（こうの ひでお、1874年（明治7年）9月4日 - 1938年（昭和13年）3月12日）は、日本の官僚。会計検査院長、貴族院勅選議員。

## 来歴
長野県下伊那郡河野村（現豊丘村）生まれ。1889年（明治22年）体育伝習所（現筑波大学体育専門学群）を卒業後、帰郷し飯田学校の体育教員となったが、再度上京し、1896年（明治29年）東京法学院（現中央大学）卒業。
1897年（明治30年）文官高等試験に合格し、1898年（明治31年）司法省属となり、1900年（明治33年）会計検査院に転じて1905年（明治38年）衆議院書記官を兼任し、1933年（昭和8年）会計検査院長となる。1934年（昭和9年）勲一等瑞宝章・勲一等旭日大綬章受勲。1938年（昭和13年）退官し、没する一ヶ月前の同年2月16日に貴族院議員(勅選議員)となった。墓所は多磨霊園。 
この間、会計検査官懲戒裁判所裁判官、官有財産調査委員会、預金部資金運用委員会の各委員等を務めた。

## 親族
- 養子 河野義克（国立国会図書館長）